# Panagiōtīs
Panagiōtīs (in greco: Παναγιώτης) è un nome proprio di persona greco maschile. Viene traslitterato anche come Panagiotis, Panayiotis e Panagiotes.

## Varianti
- Maschili 
  - Alterati: Παναγιωτάκης (Panagiōtakīs)[1]
  - Ipocoristici: Παναγής (Panagīs), Πάνος (Panos)[1], Τάκης (Takīs)[2], Γιώτης (Giōtīs)
- Femminili: Παναγιώτα (Panagiōta)[1]
  - Ipocoristici: Γιώτα (Giōta)

## Origine e diffusione
Deriva da un aggettivo legato al greco Παναγια (Panagia), un titolo con cui, in Grecia, viene appellata la Vergine Maria, e può essere tradotto come "mariano", "devoto alla Madonna" (lo stesso significato del nome italiano Mariano).
Va detto, per la precisione, che il termine Παναγια è un composto di παν (pan, "tutto") e ‘αγιος (hagios, "santo") e alla lettera significa "tutta santa" (in maniera simile all'appellativo mariano Santissima); il suffisso -ιωτης (-iōtīs), dal canto suo, è una tipica desinenza greca dal valore aggettivale, equiparabile al suffisso -ano che, in aggiunta al nome Maria, forma l'aggettivo mariano. Nell'onomastica di origine greca, infine, è curioso osservare come il termine pan sia un elemento comune a molti nomi di persona, quali Pancrazio, Pandora, Panfilo, Pamela, Pantaleone, ecc.
La forma Takīs ha la particolarità di essere l'ipocoristico di un'alterazione, essendo infatti una forma tronca di Panagiōtakīs, a sua volta diminutivo di Panagiotis.

## Onomastico
Non esistono santi che portano questo nome, quindi è adespota. L'onomastico può essere festeggiato in occasione di Ognissanti, il 1º novembre. In Grecia si può però festeggiare il 15 agosto, festa dell'Assunzione della Vergine Maria.

## Persone

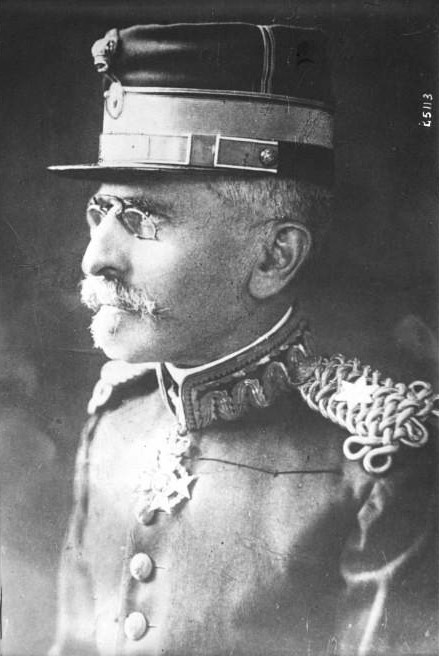
Panagiōtīs Dagklīs

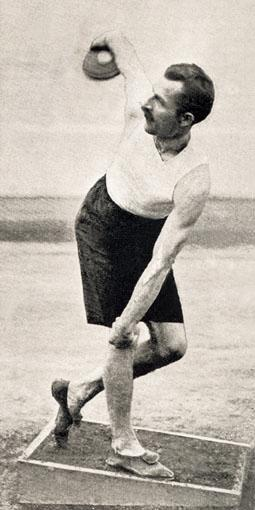
Panagiōtīs Paraskeuopoulos

- Panagiōtīs Aggelopoulos, industriale greco
- Panagiōtīs Dagklīs, generale e politico greco
- Panagiōtīs Fasoulas, cestista e politico greco
- Panagiōtīs Giannakīs, cestista e allenatore di pallacanestro greco
- Panagiōtīs Gkōnias, calciatore greco
- Panagiōtīs Kafkīs, cestista greco
- Panagiōtīs Kanellopoulos, politico e scrittore greco
- Panagiōtīs Katsiaros, calciatore greco
- Panagiōtīs Kone, calciatore albanese naturalizzato greco
- Panagiōtīs Lagos, calciatore greco
- Panagiōtīs Liadelīs, cestista greco
- Panagiōtīs Paraskeuopoulos, atleta greco
- Panagiōtīs Pontikos, calciatore cipriota
- Panagiōtīs Tachtsidīs, calciatore greco
- Panagiōtīs Trisokkas, cestista cipriota
- Panagiōtīs Trivoulidīs, tiratore di fune greco
- Panagiōtīs Vasilopoulos, cestista greco

### Variante Takīs
- Takis Barberis, chitarrista e compositore greco
- Takis Fotopoulos, filosofo ed economista greco
- Takis Fyssas, calciatore greco
- Takīs Nikoloudīs, calciatore greco

### Altre varianti
- Panos Constantinou, calciatore cipriota
- Panagīs Tsaldarīs, politico greco
- Giōtīs Tsalouchidīs, calciatore greco